# Іванусь Ігор Миколайович
І́гор Микола́йович Іванусь (нар. 21 лютого 1976 — 14 червня 2016) — молодший сержант Збройних сил України, учасник російсько-української війни.

## Життєпис
Народився 1976 року в селі Новомиколаївка (Дніпровський район, Дніпропетровська область).
У часі війни — молодший сержант, військовослужбовець 21-го окремого мотопіхотного батальйону «Сармат», 56-та бригада; старший стрілець.
14 червня 2016-го в першій половині дня терористи почали артобстріл села Павлопіль (Волноваський район), під час якого на опорний пункт ЗСУ висунулась ДРГ. У бою загинули Сергій Турковський та Ігор Іванусь, один вояк зазнав поранення.
Похований у селі Новомиколаївка.

## Нагороди та вшанування
- указом Президента України № 476/2016 від 27 жовтня 2016 року «за особисту мужність і високий професіоналізм, виявлені у захисті державного суверенітету та територіальної цілісності України, вірність військовій присязі» — нагороджений орденом «За мужність» III ступеня (посмертно)[1]